# Maryam Touzani
Maryam Touzani   (Tànger, 17 de setembre de 1980) és una cineasta i actriu marroquina. Va dirigir Adam (2019), proposta del Marroc als Premis Oscar de 2019, i El caftà blau (2022), que va ser proposada als Premis Oscar de 2022.

## Trajectòria
Touzani va néixer l'any 1980 a Tànger. L'any 2003 va obtenir un màster en comunicació de mitjans i periodisme a Londres, i va començar la seva carrera com a periodista centrada en el cinema.
Al principi, Touzani va treballar com a guionista mentre dirigia curtmetratges i documentals. El 2011 va realitzar el curt Quand ils dorment, que va guanyar 17 premis, entre ells el del jurat al Festival Internacional de Cine d'Osca. El 2014 va fer el seu debut documental amb Sous Ma Peau Vieille. La pel·lícula, que tractava sobre la prostitució al Marroc, va obtenir tant d'èxit al Marroc que el va convertir en un llargmetratge amb el títol de Zin li fik, que es va estrenar el 2015. La pel·lícula va ser dirigida pel seu marit Nabil Ayouch, mentre ella en va escriure el guió. A finals de 2015, Touzani va fer el seu segon curt Aya va à la plage. La pel·lícula gira al voltant de l'explotació dels infants com a treballadors domèstics.
El 2017, Touzani va escriure la pel·lícula Razzia amb el seu marit. També va interpretar el paper principal de Salima a la pel·lícula. Més endavant, el 2019, Touzani va dirigir el seu primer llargmetratge, Adam. La pel·lícula va ser seleccionada al 72è Festival Internacional de Cinema de Canes a la secció Un certain regard, i posteriorment al 12è Festival International du Film Francophone de Namur. També va ser seleccionada com a proposta marroquina a la millor pel·lícula de parla no anglesa a la 92a edició dels Premis Oscar, però no va ser finalment nominada. El mateix any, Touzani es va convertir en membre de l'Acadèmia de les Arts i les Ciències Cinematogràfiques de Hollywood.
El 2022, la pel·lícula de Touzani El caftà blau va rebre el premi Un certain regard FIPRESCI al 75è Festival Internacional de Cinema de Canes. El mateix any Touzani va participar en l'enquesta de la revista anglesa Sight & Sound  que se celebra cada deu anys per a seleccionar les millors pel·lícules de tots els temps, demanant als directors contemporanis que seleccionin les seves deu pel·lícules preferides. La tria de Touzani va ser:
- Contes de Tòquio  (1953)
- El lladre de bicicletes (1948)
- Una jornada particular (1977)
- Ali Zaoua (2000)
- Persona (1966)
- The Kid  (1921)
- Desitjant estimar (2000)
- La Règle du jeu (1939)
- Zérkalo (1975)
- Modern Times (1936)